# Монтальто-Павезе
Монтальто-Павезе (італ. Montalto Pavese) — муніципалітет в Італії, у регіоні Ломбардія,  провінція Павія.
Монтальто-Павезе розташоване на відстані близько 440 км на північний захід від Рима, 55 км на південь від Мілана, 23 км на південь від Павії.

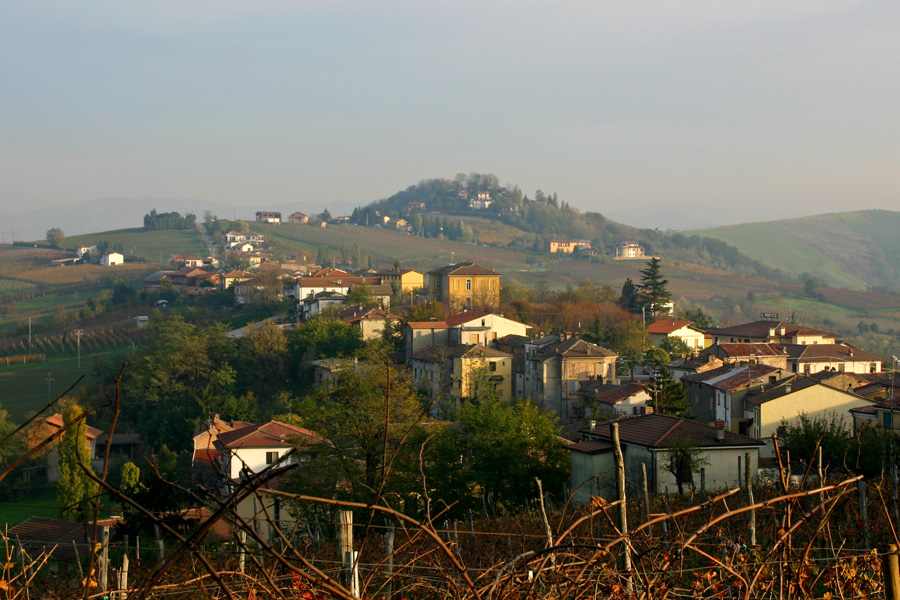

Населення — 895 осіб (2014).

## Демографія
Населення за роками:

Станом на 1 січня 2023 року в муніципалітеті офіційно проживало 157 іноземців з 15 країн, серед них 130 громадян країн Євросоюзу та 6 громадян України.

## Сусідні муніципалітети
- Борго-Пріоло
- Боргоратто-Мормороло
- Кальвіньяно
- Ліріо
- Монтекальво-Версіджа
- Морніко-Лозана
- Оліва-Джессі
- П'єтра-де'-Джорджі
- Рокка-де-Джорджі
- Руїно